# Stenygra angustata
Stenygra angustata är en skalbaggsart som först beskrevs av Olivier 1790.  Stenygra angustata ingår i släktet Stenygra och familjen långhorningar.
Artens utbredningsområde är:
- Guyana.
- Surinam.

Inga underarter finns listade i Catalogue of Life.